# Локомотив (Івано-Франківськ)
Футбольний клуб «Локомотив» (Івано-Франківськ) або просто «Локомотив»  — аматорський радянський український футбольний клуб з Івано-Франківська. Виступав у чемпіонаті УРСР серед КФК.

## Історія
Футбольний клуб «Локомотив» було засновано після завершення Другої світової війни у місті Станіслав. З моменту заснування команда виступала в регіональних футбольних турнірах, укомплектована була переважно робітниками місцевої залізниці. Перший великий успіх для клубу прийшов у 1954 році, коли «залізничники» стали срібними призерами чемпіонату Івано-Франківської області, а наступного року в обласному чемпіонаті завоювали бронзові медалі. Після цього клуб занепав та не мав особливих досягнень аж до початку 80-х років XX століття. 9 листопада 1962 року, у зв'язку з перейменуванням Станіслава на Івано-Франківськ, футбольна команда цього міста також змінила назву — «Локомотив» (Івано-Франківськ). 
У 1981 році івано-франківський «Локомотив» вперше в історії виграє чемпіонат області, а також оформлює «золотий дубль», після перемоги в кубку Івано-Франківської області. Того ж року «залізничники» дебютувавали в Кубку УРСР серед КФК. 8 серпня 1981 року в поєдинку 1/8 фіналу Кубку УРСР івано-франківці на виїзді з рахуннком 0:3 поступилися хоростківській «Зорі» та вибули з турніру. Наступного року «Локомотив» дебютував у чемпіонаті УРСР серед КФК. Команда стала переможцем 1-ї групи та вийшла до фінальної частини турніру. Проте на цій стадії зіграла невдало, в 5-и матчах двічі зіграла внічию та 3 рази зазнала поразки. В підсумку івано-франківці з 2-а набраними очками у фінальному турнірі посіли останнє 6-е місце. У 1983 році також виступав в чемпіонаті УРСР, цього разу в першій підгрупі залізничники посіли 3-є місце та не потрапили до фінального етапу. Про подальшу долю «Локомотива» відомостей немає. На даний час клуб не функціонує.

## Досягнення
- Чемпіонат Івано-Франківської області
  -  Чемпіон (2): 1981, 1982
  -  Срібний призер (1): 1954
  -  Бронзовий призер (1): 1955

- Кубок Івано-Франківської області
  -  Володар (1): 1981

## Відомі гравці
- Василь Борис
- Юрій Шулятицький

## Відомі тренери
- Юрій Шулятицький